# Kōta Tawaratsumida
Kōta Tawaratsumida (Kanagawa, 14 de mayo de 2004) es un futbolista japonés que juega en la demarcación de centrocampista para el FC Tokyo de la J1 League.

## Selección nacional
Hizo su debut con la selección absoluta de Japón el 5 de junio de 2025 contra Australia en un partido de clasificación para la Copa Mundial de Fútbol de 2026 que finalizó con un resultado de 1-0 a favor del combinado australiano tras un gol de Aziz Behich.

## Clubes
| Club     | País  | Año   | Partidos | Goles |
| -------- | ----- | ----- | -------- | ----- |
| FC Tokyo | Japón | 2023- | 109      | 5     |

## Palmarés

### Títulos internacionales
| Título                                | Equipo             | Sede          | Año  |
| ------------------------------------- | ------------------ | ------------- | ---- |
| Campeonato de Fútbol de Asia Oriental | Selección de Japón | Corea del Sur | 2025 |